# بيج ماك
بيج ماك (بالإنجليزية: Big Mac) هي شطيرة هامبرجر في سلسلة مطاعم ماكدونالدز تم إطلاقها في الولايات المتحدة عام 1967 ومن ثم إلى العالم في 1968. وتعتبر هذه الشطيرة من منتجات المطعم الرئيسية، وتحتوي على قطعتين من اللحم أو الدجاج مضافة إليها: صلصة بيج ماك الخاصة، والبصل، والمخلل، والخس، والجبنة الصفراء.